# Вокер (језеро)
Вокер (енгл. Walker Lake) је језеро у Сједињеним Америчким Државама. Налази се на територији америчке савезне државе Невада. Површина језера износи 129 km².